# باشگاه بازیکنان
باشگاه بازیکنان (به انگلیسی: The Players Club) یک فیلم دلهره‌آور و کمدی-درام آمریکایی محصول سال ۱۹۹۸ به نویسندگی و کارگردانی آیس کیوب در اولین کارگردانی فیلم بلند خود است. در این فیلم علاوه بر آیس کیوب، برنی مک، مونیکا کلهون، جیمی فاکس، جان آموس، چارلی مورفی، ترنس هاوارد، فایزون لاو و لیزا ری مک‌کوی در اولین نقش اصلی خود بازی می‌کنند.

## پاسخ انتقادی
این فیلم در سایت راتن تومیتوز بر اساس رای ۱۶ منتقد دارای امتیاز ۵٫۲ از ۱۰ و ۳۱ درصد تاییدیه می‌باشد.

## گیشه
فروش داخلی به ۲۳٫۰۴۷٫۹۳۹ دلار و در بازارهای خارجی ۲۱۳٫۵۴۶ دلار رسید. مجموع فروش آن در طول عمر ۲۳٫۲۶۱٫۴۸۵ دلار بود.